# Design Museum
Il Design Museum è un ente museale dedicato a tutti gli aspetti del design ed ubicato nel centro di Londra.
Fondato nel 1989 da Sir Terence Conran,  il museo è stato costruito da Conran & Partners (poi Conran Roche) in un ex magazzino di banane, situato sulla riva sud del Tamigi.
Dal 2003, il museo assegna il premio del Designer of the Year  ai progetti selezionati. Il premio è suddiviso in sei categorie: architetture, prodotti, grafiche, digital, moda e trasporti.
Nel 2016, la sua sede sarà trasferita nel distretto di Holland Park, in Kensington High Street.